# Begonia sessilifolia
Espèce
Synonymes
- Begonia gilgii Engl.[1]

Begonia sessilifolia est une espèce de plantes de la famille des Begoniaceae.
L'espèce fait partie de la section Filicibegonia.
Elle a été décrite en 1871 par Joseph Dalton Hooker (1817-1911).

## Répartition géographique
Cette espèce est originaire du pays suivant : Guinée Équatoriale.

## Liste des sous-espèces
Selon Tropicos (23 février 2017) :
- sous-espèce Begonia sessilifolia subsp. sessilifolia Hook. f.